# Tronco linfatico giugulare
Il tronco linfatico giugulare (o semplicemente tronco giugulare) è un tronco linfatico post-linfonodale, ubicato nella regione topografica del collo. Origina da piccoli plessi capillari linfatici che a valle costituiscono le efferenze dei linfonodi cervicali profondi superiori e inferiori: in altre parole raccolgono, per metamero corporeo, la linfa proveniente dalla testa e dal collo.

## Topografia

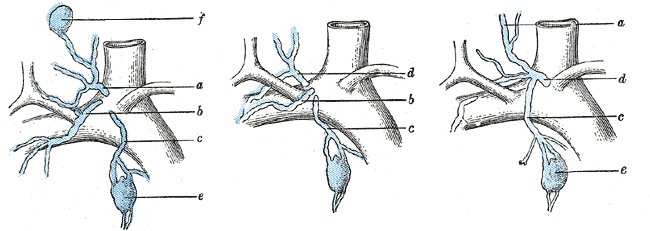
Modalità di formazione dell'angolo venoso nel metamero destro del corpo umano.
a= tronco linfatico giugulare destro;
b= tronco succlavio;
c= tronco broncomediastinico;
d= tronco linfatico destro;
e= linfoghiandole del gruppo mammario;
f= linfoghiandole del gruppo cervicale profondo.

Nel metamero destro, questo dotto contribuisce a formare l'angolo venoso. Come per il tronco succlavio destro e per il tronco broncomediastinico destro, le modalità di convergenza possono essere tre: 
1. Assenza di convergenza, e sbocco a livello della giunzione (angolo venoso) tra vena giugulare interna e vena succlavia;
2. Presenza di convergenza, con formazione del tronco linfatico destro e sbocco poco più a monte dell'angolo venoso;
3. Presenza di convergenza: il tronco linfatico giugulare si unisce con il tronco linfatico destro e il tronco broncomediastinico nell'angolo venoso, formando il dotto linfatico destro.

Nel metamero sinistro, egli sbocca nel dotto toracico, poco prima della sua terminazione.
In entrambi i casi, il tronco linfatico giugulare segue l'ultimo tratto della vena giugulare interna, posizionandosi latero-posteriormente rispetto ad essa.